# Unterseeboot 668
L'Unterseeboot 668 ou U-668 est un sous-marin allemand (U-Boot) de type VIIC utilisé par la Kriegsmarine pendant la Seconde Guerre mondiale.
Le sous-marin fut commandé le 15 août 1940 à Hambourg (Howaldtswerke Hamburg AG), sa quille fut posée le 11 octobre 1941, il fut lancé le 5 octobre 1942 et mis en service le 16 novembre 1942, sous le commandement de l'Oberleutnant zur See Wolfgang von Eickstedt.
L'U-668 n'endommagea ou ne coula aucun navire au cours des 6 patrouilles (217 jours en mer) qu'il effectua.
Il capitula à Narvik, en Norvège en mai 1945 et fut sabordé en décembre 1945.

## Conception
Unterseeboot type VII, l'U-668 avait un déplacement de 769 tonnes en surface et 871 tonnes en plongée. Il avait une longueur totale de 67,10 m, un maître-bau de 6,20 m, une hauteur de 9,60 m et un tirant d'eau de 4,74 m. Le sous-marin était propulsé par deux hélices de 1,23 m, deux moteurs diesel Germaniawerft M6V 40/46 de 6 cylindres en ligne de 1 400 cv à 470 tr/min, produisant un total de 2 060 à 2 350 kW en surface et de deux moteurs électriques Siemens-Schuckert GU 343/38-8 de 375 cv à 295 tr/min, produisant un total 550 kW, en plongée. Le sous-marin avait une vitesse en surface de 17,7 nœuds (32,8 km/h) et une vitesse de 7,6 nœuds (14,1 km/h) en plongée. Immergé, il avait un rayon d'action de 80 milles marins (150 km) à 4 nœuds (7,4 km/h; 4,6 milles par heure) et pouvait atteindre une profondeur de 230 m. En surface son rayon d'action était de 8 500 milles nautiques (soit 15 700 km) à 10 nœuds (19 km/h). 
L'U-668 était équipé de cinq tubes lance-torpilles de 53,3 cm (quatre montés à l'avant et un à l'arrière) qui contenait quatorze torpilles. Il était équipé d'un canon de 8,8 cm SK C/35 (220 coups) et d'un canon antiaérien de 20 mm Flak. Il pouvait transporter 26 mines TMA ou 39 mines TMB. Son équipage comprenait 4 officiers et 40 à 56 sous-mariniers.

## Historique
Il reçut sa formation de base au sein de la 5. Unterseebootsflottille jusqu'au 28 février 1943, il intégra sa formation de combat dans la 6. Unterseebootsflottille et dans la 13. Unterseebootsflottille à partir du 1er juin 1944.
Sa première patrouille est précédée par de courts trajets à Kiel, Kristiansand-Marviken et Bergen. Elle commence réellement le 22 mai 1944 au départ de Bergen pour opérer en mer de Norvège.
Durant tout son service, il fut affecté dans les eaux Arctique, mais il ne rencontra aucun succès.
Le 17 mai 1944 à 17 h 15, lorsque l'U-668 était en transit entre Bergen et Skjomenfjord, il fut attaqué par un Sunderland JM667 norvégien du No. 330 Squadron RAF (en), à l'ouest-nord-ouest de Ålesund, en Norvège. Les quatre charges de profondeurs lancées causèrent de légers dommages, un membre d'équipage fut également blessé par mitraillage. Le Sunderland a été touché par la flak au fuselage et à l'aile droite, endommageant les deux moteurs tribord. Un obus explosa dans le cockpit, tuant un membre d'équipage et en blessant deux autres. Le Sunderland réussit peinement à rentrer à sa base de Sullom Voe avec trois moteurs.
Les sous-marins qui se trouvaient dans la région de Narvik à la fin de la guerre furent tous déplacés le 12 mai vers Skjomenfjord sur ordre des Alliés pour éviter des conflits avec les Norvégiens revanchards. Le 15 mai, un convoi allemand de cinq navires (le Grille, le cargo-pétrolier de ravitaillement Kärnten, le navire de réparation Kamerun, les navires d’approvisionnement Huascaran et Stella Polaris) et 15 sous-marins (U-278, U-294, U-295, U-312, U-313, U-318, U-363, U-427, U-481, U-668, U-716, U-968, U-992, U-997 et U-1165) furent interceptés durant leur transfert vers Trondheim. Après y avoir fait relâche, les sous-marins furent conduits par le 9e groupe d'escorte à Loch Eriboll, en Écosse où ils arrivèrent le 19 mai. Ils furent ensuite envoyés à Loch Ryan ou à Lisahally en vue de leur destruction. Dans le cadre de l’opération Deadlight, l'U-668 fut coulé le 31 décembre 1945 à la position 56° 03′ N, 9° 21′ O, par l'artillerie du destroyer HMS Onslaught. 

## Affectations
- 5. Unterseebootsflottille du 16 novembre 1942 au 31 mars 1944 (Période de formation).
- 6. Unterseebootsflottille du 1er avril 1944 au 31 mai 1944 (Unité combattante).
- 13. Unterseebootsflottille du 1er juin 1944 au 8 mai 1945 (Unité combattante).

## Commandement
- Kapitänleutnant Wolfgang von Eickstedt du 16 novembre 1942 à avril 1945.
- Kapitänleutnant Fritz Henning d'avril 1945 au 9 mai 1945 (Croix allemande).

## Patrouilles
|       | Commandant                    | Départ            | Départ                | Arrivée          | Arrivée               | Jours     | Succès |
| ----- | ----------------------------- | ----------------- | --------------------- | ---------------- | --------------------- | --------- | ------ |
|       | Kptlt. Wolfgang von Eickstedt | 1er avril 1944    | Kiel                  | 2 avril 1944     | Kristiansand-Marviken | 2 jours   |        |
|       | Kptlt. Wolfgang von Eickstedt | 13 mai 1944       | Kristiansand-Marviken | 14 mai 1944      | Bergen                | 2 jours   |        |
|       | Kptlt. Wolfgang von Eickstedt | 14 mai 1944       | Bergen                | 18 mai 1944      | Skjomenfjord          | 5 jours   |        |
| 1     | Kptlt. Wolfgang von Eickstedt | 22 mai 1944       | Skjomenfjord          | 25 juin 1944     | Hammerfest            | 35 jours  |        |
|       | Kptlt. Wolfgang von Eickstedt | 6 juillet 1944    | Hammerfest            | 7 juillet 1944   | Narvik                | 2 jours   |        |
| 2     | Kptlt. Wolfgang von Eickstedt | 19 juillet 1944   | Narvik                | 27 août 1944     | Hammerfest            | 40 jours  |        |
| 3     | Kptlt. Wolfgang von Eickstedt | 14 septembre 1944 | Hammerfest            | 3 octobre 1944   | Bogenbucht            | 20 jours  |        |
|       | Kptlt. Wolfgang von Eickstedt | 14 octobre 1944   | Bogenbucht (de)       | 14 octobre 1944  | Narvik                | 1 jours   |        |
| 4     | Kptlt. Wolfgang von Eickstedt | 15 octobre 1944   | Narvik                | 11 novembre 1944 | Harstad               | 28 jours  |        |
| 5     | Kptlt. Wolfgang von Eickstedt | 22 novembre 1944  | Harstad               | 19 décembre 1944 | Bogenbucht            | 28 jours  |        |
| 6     | Kptlt. Wolfgang von Eickstedt | 1er mars 1945     | Narvik                | 17 avril 1945    | Narvik                | 48 jours  |        |
|       | Kptlt. Fritz Henning          | 12 mai 1945       | Narvik                | 12 mai 1945      | Skjomenfjord          | 1 jours   |        |
|       | Kptlt. Fritz Henning          | 15 mai 1945       | Skjomenfjord          | 19 mai 1945      | Loch Eriboll, UK      | 5 jours   |        |
| Total | Total                         | Total             | Total                 | Total            | Total                 | 217 jours | 0 t    |

Notes : Kptlt. = Kapitänleutnant